# Cenchrea sororia
Cenchrea sororia är en insektsart som beskrevs av Ronald Gordon Fennah 1952. Cenchrea sororia ingår i släktet Cenchrea och familjen Derbidae. Inga underarter finns listade i Catalogue of Life.